# Grez-Neuville
Pour les articles homonymes, voir Grez et Neuville.
Grez-Neuville est une commune française située dans le département de Maine-et-Loire, en région Pays de la Loire.

## Géographie

### Localisation
La commune est située à la frontière du Haut-Anjou. Elle se situe à 22 km au nord-ouest d'Angers, 20 km au sud-est de Segré, 12 km  au nord-ouest de Montreuil-Juigné, 4 km au sud-est du Lion-d'Angers, à 8 km à nord-ouest de Feneu, à 6 km au nord de La Membrolle-sur-Longuenée (commune de Longuenée-en-Anjou), à 5 km au sud de Thorigné-d'Anjou ainsi qu'à 6 km à l'ouest de Sceaux-d'Anjou.
La commune bénéficie un accès direct pour se rendre à Angers avec la départementale 775 reliant Angers à Rennes à 1,5 km du bourg.

### Hydrographie
La Mayenne traverse la commune.

### Climat
Pour des articles plus généraux, voir Climat des Pays de la Loire et Climat de Maine-et-Loire.
En 2010, le climat de la commune est de type climat océanique altéré, selon une étude du CNRS s'appuyant sur une série de données couvrant la période 1971-2000. En 2020, Météo-France publie une typologie des climats de la France métropolitaine dans laquelle la commune est exposée à un climat océanique et est dans la région climatique Moyenne vallée de la Loire, caractérisée par une bonne insolation (1 850 h/an) et un été peu pluvieux.
Pour la période 1971-2000, la température annuelle moyenne est de 11,9 °C, avec une amplitude thermique annuelle de 14,1 °C. Le cumul annuel moyen de précipitations est de 676 mm, avec 11,5 jours de précipitations en janvier et 5,9 jours en juillet. Pour la période 1991-2020, la température moyenne annuelle observée sur la station météorologique de Météo-France la plus proche, sur la commune de Beaucouzé à 15 km à vol d'oiseau, est de 12,6 °C et le cumul annuel moyen de précipitations est de 709,3 mm,. Pour l'avenir, les paramètres climatiques de la commune estimés pour 2050 selon différents scénarios d'émission de gaz à effet de serre sont consultables sur un site dédié publié par Météo-France en novembre 2022.

## Urbanisme

### Typologie
Au 1er janvier 2024, Grez-Neuville est catégorisée commune rurale à habitat dispersé, selon la nouvelle grille communale de densité à sept niveaux définie par l'Insee en 2022.
Elle est située hors unité urbaine. Par ailleurs la commune fait partie de l'aire d'attraction d'Angers, dont elle est une commune de la couronne,. Cette aire, qui regroupe 81 communes, est catégorisée dans les aires de 200 000 à moins de 700 000 habitants,.

### Occupation des sols
L'occupation des sols de la commune, telle qu'elle ressort de la base de données européenne d’occupation biophysique des sols Corine Land Cover (CLC), est marquée par l'importance des territoires agricoles (92,3 % en 2018), en diminution par rapport à 1990 (94,5 %). La répartition détaillée en 2018 est la suivante : 
zones agricoles hétérogènes (34,9 %), terres arables (30,7 %), prairies (26,7 %), forêts (2,6 %), zones urbanisées (2,5 %), espaces verts artificialisés, non agricoles (1 %), zones industrielles ou commerciales et réseaux de communication (0,9 %), eaux continentales (0,7 %). L'évolution de l’occupation des sols de la commune et de ses infrastructures peut être observée sur les différentes représentations cartographiques du territoire : la carte de Cassini (XVIIIe siècle), la carte d'état-major (1820-1866) et les cartes ou photos aériennes de l'IGN pour la période actuelle (1950 à aujourd'hui).

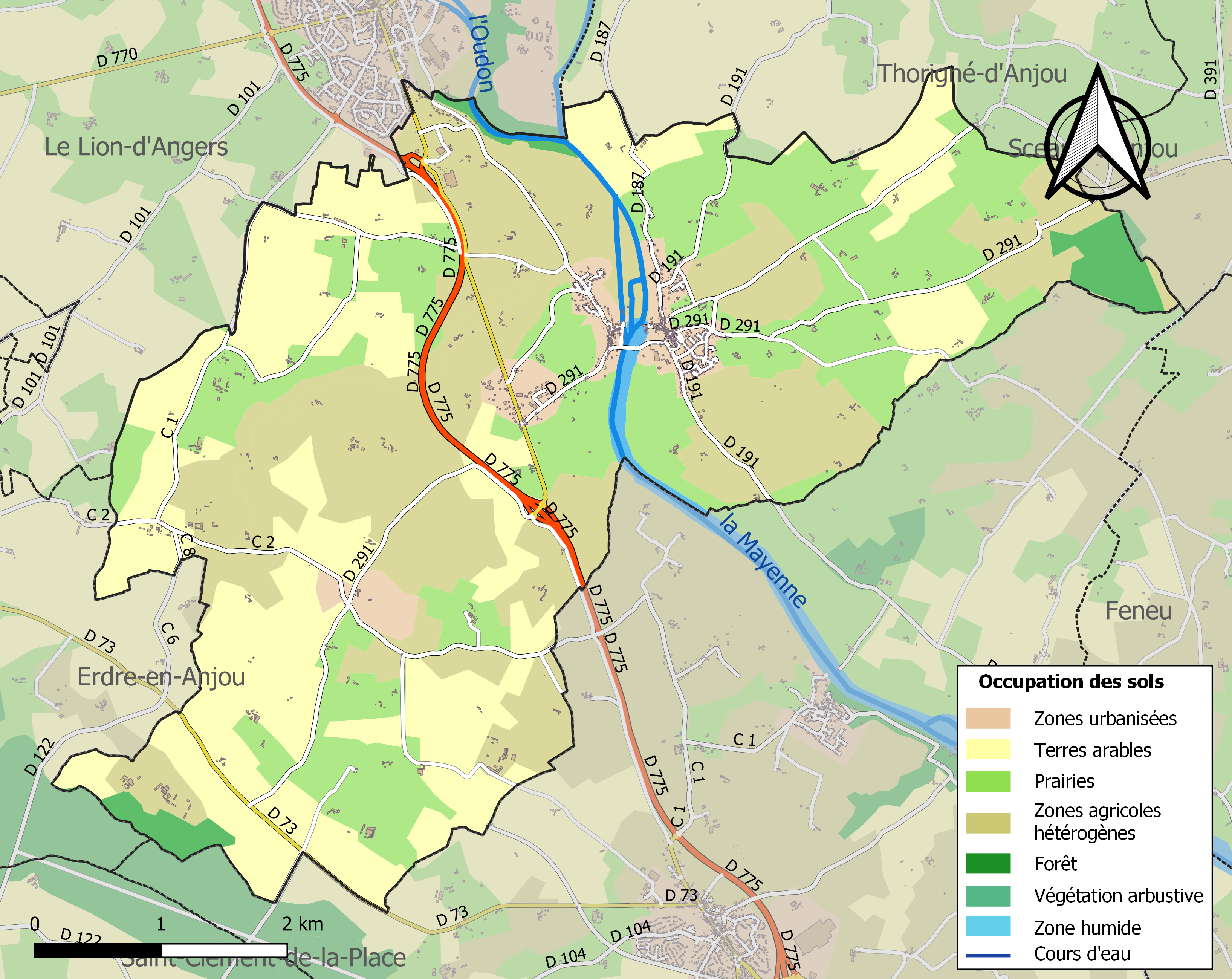
Carte des infrastructures et de l'occupation des sols de la commune en 2018 (CLC).

## Toponymie
Formes anciennes du nom pour Grez : Gradus en 1530, Greto en 1082, Greio en 1094, Grez en 1183,.
Formes anciennes du nom pour Neuville : Nova Villa in Andecavo en 837, Nova Villula en 1080, Nova Villa en 1111, Novilla en 1134-1150, Parochia de Novile en 1265, Nefville outre Maine en 1378, Nova Villa en 1454, La paroisse de Neufville-sur-Maine en 1539, St-Martin-de-Neuville et Gré aux XVIIe et XVIIIe siècles,.
Grez Neuville en 1793 et Grez-Neuville en 1801.
Nom des habitants (gentilé) : les Grez-Neuvillois (ou Grezneuvillois).

## Histoire

### La commune

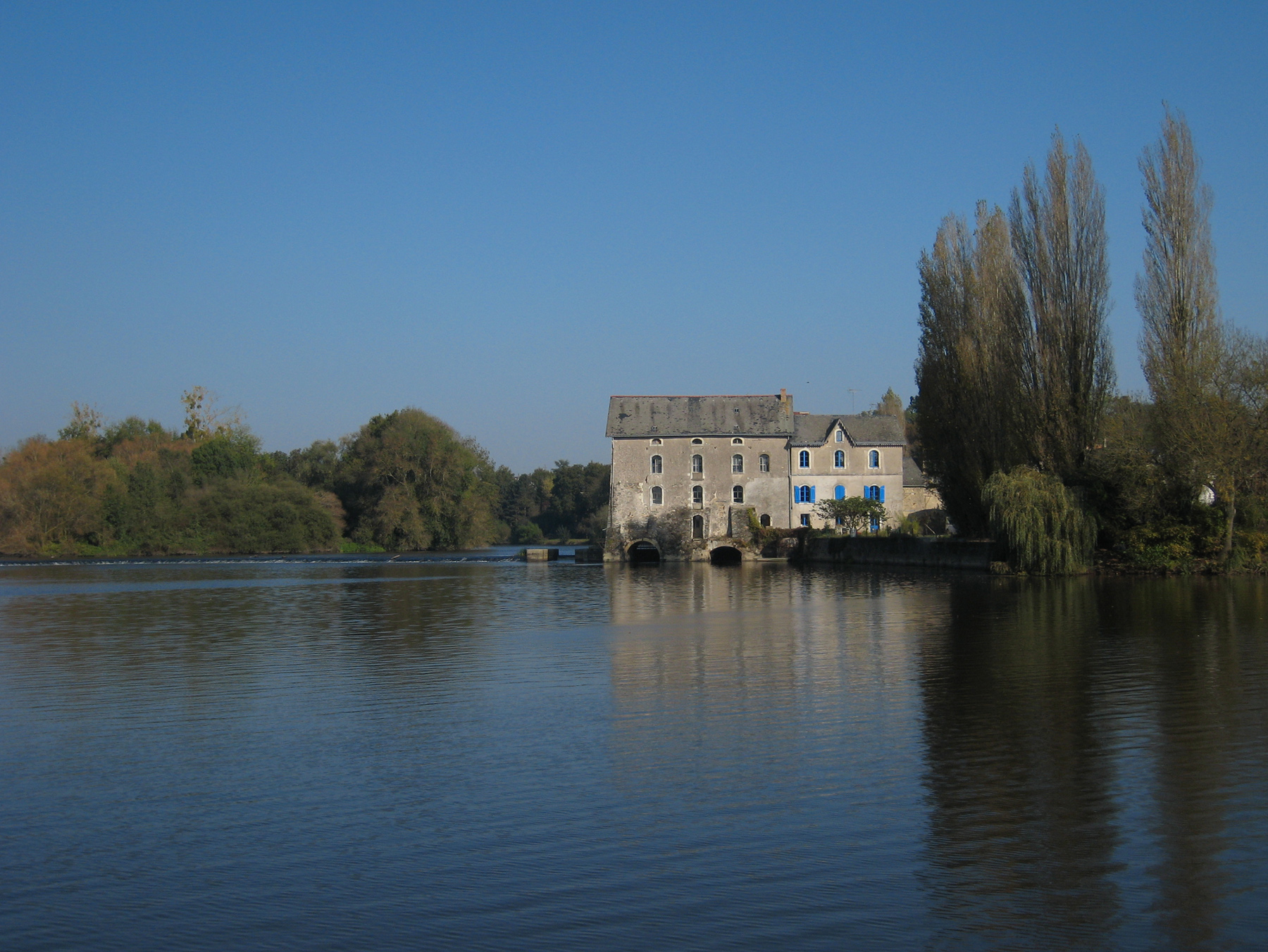
La Mayenne, le Grand Moulin à Grez.

Grez-Neuville, malgré son nom composé, n’a toujours formé qu’une seule et unique paroisse sous l'Ancien Régime, mais une paroisse regroupant deux bourgs, Grez et Neuville, séparés par la Mayenne. Voilà comment les habitants décrivent leur paroisse en 1777 : 
« La rivierre de la Mayenne coulle du Nord au Midy et divise la paroisse et le bourg de Grez et de Neuville, au couchant est le bourg, l’église de Neuville et environ les deux tiers de la paroisse, au soleil levant est le bourg et le territoire de Grez, formant le tiers de laditte paroisse ».
La population, relativement nombreuse par rapport aux paroisses voisines (193 feux en 1688, 226 feux en 1700, 300 feux en 1789, 1 269 habitants en 1790), était assez également répartie puisque, toujours selon les habitants, en 1777 : « la partie de Grez (…) [était] composée de château et maisons considérables, de dix-sept métairies, de vingt-six closeries, plusieurs villages et d’un bourg beaucoup plus gros et peuplé que celuy de Neuville, de sorte qu’il y [avait] dans la partie de Grez, environ quatre cent communiants » ; sachant que les enfants ne communiaient généralement pas avant l’âge de dix à quatorze ans, au XVIIIe siècle, les deux parties de la paroisse devaient être à peu près aussi peuplées. Enfin, du point de vue religieux, administratif et judiciaire, la paroisse dépendait du diocèse d'Angers et de l’archidiaconé d’Outre-Maine, elle relevait de l’autorité du gouverneur d’Anjou et de l’intendant de Tours, et était du ressort du Parlement de Paris et du bailliage d’Angers.

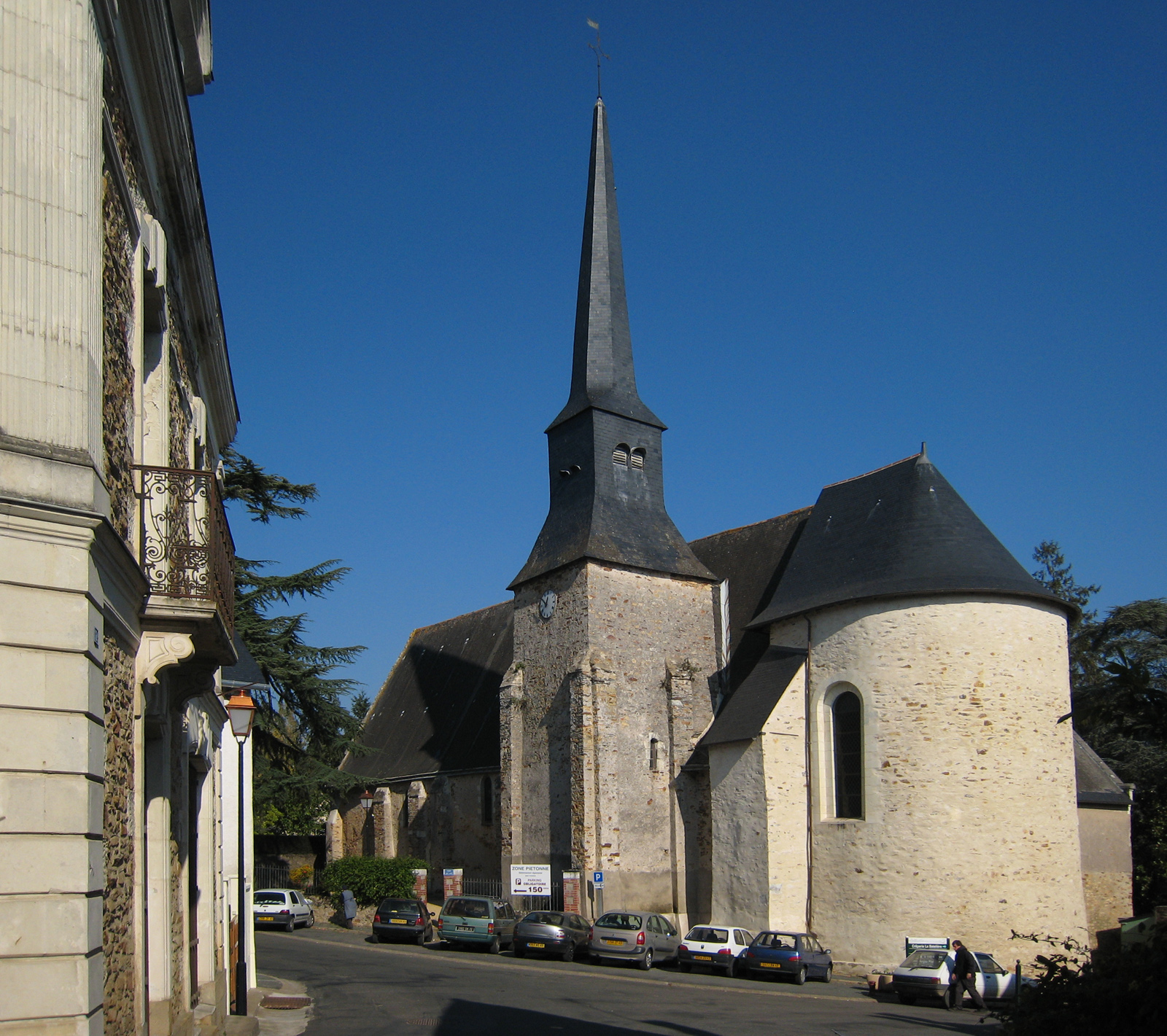
L'église Saint-Martin de Neuville.

Divisée territorialement par la Mayenne, Grez-Neuville devait connaître une organisation et un développement différenciés de part et d’autre de la rivière. Différenciés au niveau de la chronologie tout d’abord : contrairement à ce que pourrait laisser penser la toponymie, c’est le bourg de Neuville qui est le plus ancien puisqu’il est mentionné dès 834, lorsque saint Aldéric y établit une métairie. Son nom, Nova Villa in Andecavo, pourrait « l’indiquer comme une agglomération récente comparé au Lion-d’Angers ». Quant à Grez, c’est en 1122 qu’il est mentionné pour la première fois, lorsque Nicolas de Neuville autorisa son vassal, Raoul de Grez, à construire une chapelle dédiée à saint Jacques, près de sa maison, sur la rive gauche de la Mayenne. « Raoul de Grez donna cette chapelle en 1125 aux moines de Saint-Serge d’Angers, qui en firent un prieuré ». L’église paroissiale se trouvant, elle, comme le presbytère, à Neuville. Grez et Neuville étaient reliés par un pont, mentionné en 1462, mais dont la date de construction est inconnue, et qui fut détruit au plus tard en 1576. On n’eut alors d’autre solution que le recours à un bac, dangereux puisqu’il coula à plusieurs reprises,,.

### Le collège
C'est à Grez qu'Hélène Fournier avait prévu l’installation du collège qu’elle fonda par son testament passé devant le notaire Claude de Villiers, le 1er janvier 1592. L'activité du collège débutant vraisemblablement en 1594.
De la fondatrice, Hélène Fournier, nous savons relativement peu de  choses : son grand-père, Pierre Fournier, fut échevin à Angers en 1494, puis maire de cette ville en 1503 ; quant à son père, Guillaume Fournier, qui avait épousé Hélène Erreau, la mère de la fondatrice, il fut élu échevin d’Angers en 1552. Elle était donc issue d’une importante famille angevine et elle épousa à une date inconnue, Jean de Bréon.
Mais ce fut elle, et elle seule, qui fonda le collège de Grez-Neuville… Bien doté (un logis principal avec ses dépendances, une métairie, des terres, des prés et des vignes), ce petit établissement qui ne comptait sans doute qu’un seul enseignant, le principal, fut actif pendant deux siècles, et huit principaux se succédèrent à sa direction : René Viot (1594-1602), Maurice Buffé (1602-1628), Jean Godillon (1628-1680), Pierre Blanchet (1681-1699), Jean Richard (1700-1730), Pierre Goudé (1730-1746), Louis-Sébastien Bertrie (1746-1774) et Jacques-François Foucault (1774-1790).
On y enseignait le catéchisme, le latin, la géographie, sans doute un peu d’arithmétique et de français. Mais la Révolution eut raison de lui et son activité cessa vraisemblablement dès 1790. En revanche, les bâtiments qui abritaient l’établissement ne furent détruits qu’en 1869, lorsque l’on décida de construire un nouveau presbytère à Grez, à la place de la Garenne, l’ancien collège, qui en fait servait déjà de presbytère à Grez depuis 1834. Seuls les murs d’enceinte du jardin subsistent encore aujourd’hui.

### La Grandière
Ce nom apparaît dès le XIIe siècle sur la rive gauche de la Mayenne, du côté de Grez, où existe déjà une motte féodale appelée Le Bois Grandière.
Suivent une lignée de Seigneurs de La Grandière dont le premier, un certain Luc de La Grandière apparaît dans un cartulaire de 1150. Cette famille, l'une des plus anciennes d'Anjou avec les Quatrebarbes, conserve le château et les terres du même nom depuis plus de trente générations.

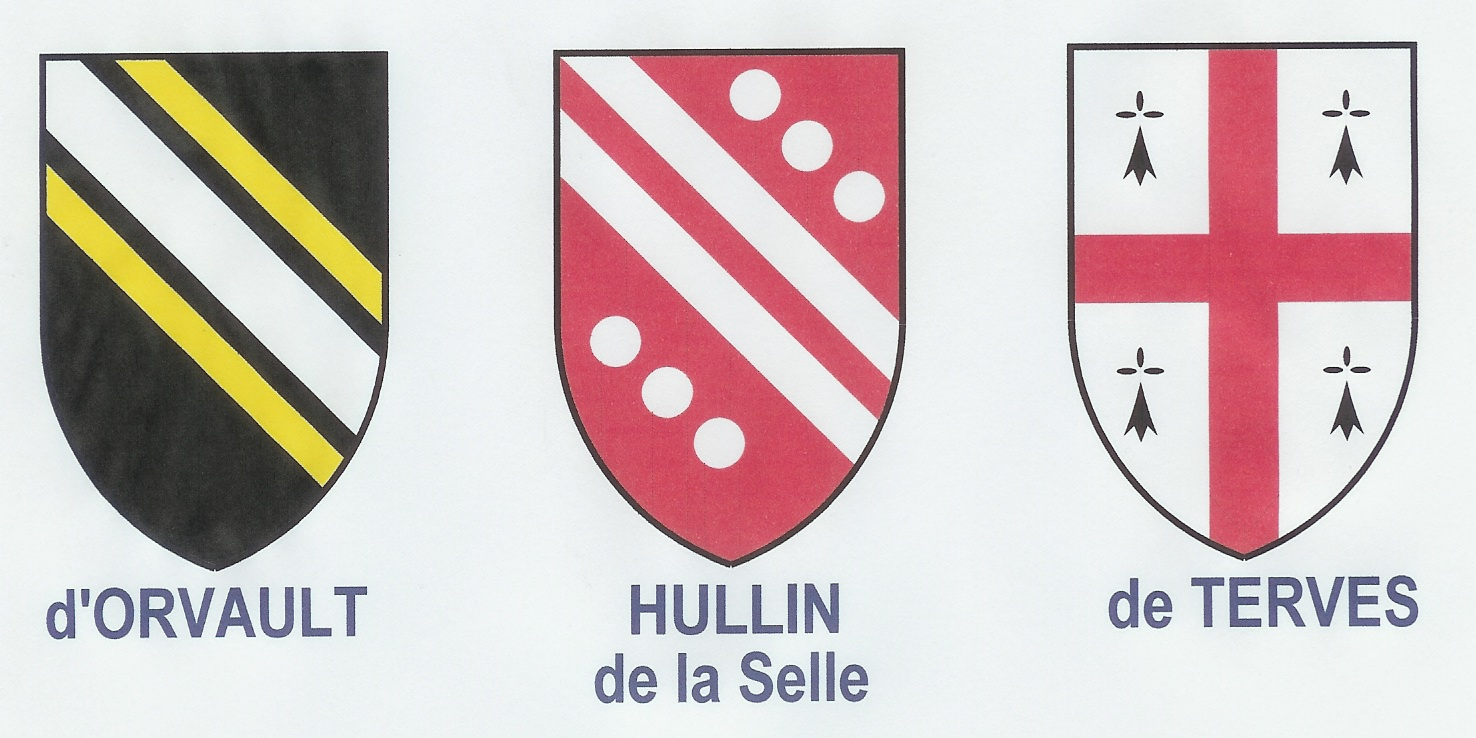
Blasons des d'Orvault, Hullin de la Selle, de Terves.

### La Beuvrière
Pendant quatre siècles, c'est la même famille qui habite la Beuvrière, changeant de nom par les alliances successives : d'Orvault, Hullin de la Selle, de Terves.

## Politique et administration

### Administration municipale

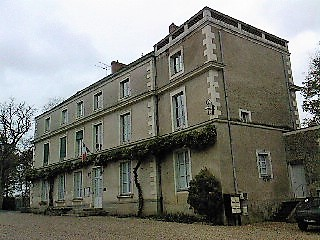
Mairie (château du Port).

| Période                                  | Période                   | Identité                          | Étiquette   | Qualité                                              |
| ---------------------------------------- | ------------------------- | --------------------------------- | ----------- | ---------------------------------------------------- |
| 1792                                     | 1797                      | Mathurin Foucault                 |             |                                                      |
| 1797                                     | 1804                      | Vincent Davy                      |             |                                                      |
| 1804                                     | 1821                      | Pierre-Étienne Dumesnil du Pineau |             | Officier, émigré, chef royaliste en 1815             |
| 1821                                     | 1830                      | Hilaire Desprez                   |             |                                                      |
| 1830                                     | 1837                      | Jean-Baptiste Hubert Modiquet     |             |                                                      |
| 1837                                     | 1848                      | Palamède de La Grandière          |             |                                                      |
| 1848                                     | 1866                      | Gustave Bucher de Chauvigné       | Légitimiste | Représentant du peuple, ancien magistrat             |
| 1866                                     | mai 1912                  | Henri Desprez                     |             |                                                      |
| mai 1912                                 | décembre 1919             | Charles Lemesle                   |             |                                                      |
| décembre 1919                            | mars 1959                 | Jacques de La Grandière           |             |                                                      |
| mars 1959                                | 1969                      | Dominique de Broglie, (prince de) |             | Propriétaire du Château de la Violette en 1926       |
| 1969                                     | mars 1989                 | Francis Michau                    |             |                                                      |
| mars 1989                                | mars 2001                 | Françoise Martin                  | UDF         |                                                      |
| mars 2001                                | mars 2014                 | Jean-Yves Surrault,               | UMP         | Informaticien retraité                               |
| mars 2014                                | En cours (au 31 mai 2020) | Pascal Crubleau,                  |             | Enseignant-chercheur en innovation à Polytech Angers |
| Les données manquantes sont à compléter. |                           |                                   |             |                                                      |

### Intercommunalité
La commune est membre de la communauté de communes des Vallées du Haut-Anjou, après l'avoir été jusqu'en 2016 de la communauté de communes de la région du Lion-d'Angers, elle-même membre du syndicat mixte Pays de l'Anjou bleu, Pays segréen.

### Jumelages
- Wray (Angleterre)
- Hornby (Angleterre)

## Population et société

### Démographie

#### Évolution démographique
L'évolution du nombre d'habitants est connue à travers les recensements de la population effectués dans la commune depuis 1793. Pour les communes de moins de 10 000 habitants, une enquête de recensement portant sur toute la population est réalisée tous les cinq ans, les populations de référence des années intermédiaires étant quant à elles estimées par interpolation ou extrapolation. Pour la commune, le premier recensement exhaustif entrant dans le cadre du nouveau dispositif a été réalisé en 2008.

En 2022, la commune comptait 1 437 habitants, en évolution de −0,83 % par rapport à 2016 (Maine-et-Loire : +2,12 %, France hors Mayotte : +2,11 %).
| 1793  | 1800  | 1806  | 1821  | 1831  | 1836  | 1841  | 1846  | 1851  |
| ----- | ----- | ----- | ----- | ----- | ----- | ----- | ----- | ----- |
| 1 269 | 1 131 | 1 175 | 1 447 | 1 401 | 1 393 | 1 383 | 1 369 | 1 418 |

| 1856  | 1861  | 1866  | 1872  | 1876  | 1881  | 1886  | 1891  | 1896  |
| ----- | ----- | ----- | ----- | ----- | ----- | ----- | ----- | ----- |
| 1 359 | 1 427 | 1 360 | 1 252 | 1 212 | 1 155 | 1 191 | 1 228 | 1 212 |

| 1901  | 1906  | 1911  | 1921  | 1926  | 1931 | 1936 | 1946 | 1954  |
| ----- | ----- | ----- | ----- | ----- | ---- | ---- | ---- | ----- |
| 1 122 | 1 173 | 1 141 | 1 056 | 1 013 | 983  | 966  | 873  | 1 016 |

| 1962 | 1968 | 1975 | 1982 | 1990  | 1999  | 2006  | 2008  | 2013  |
| ---- | ---- | ---- | ---- | ----- | ----- | ----- | ----- | ----- |
| 935  | 853  | 765  | 860  | 1 040 | 1 307 | 1 436 | 1 473 | 1 464 |

| 2018  | 2022  | - | - | - | - | - | - | - |
| ----- | ----- | - | - | - | - | - | - | - |
| 1 433 | 1 437 | - | - | - | - | - | - | - |

#### Pyramide des âges
La population de la commune est relativement jeune.
En 2018, le taux de personnes d'un âge inférieur à 30 ans s'élève à 37,4 %, soit au-dessus de la moyenne départementale (37,2 %). À l'inverse, le taux de personnes d'âge supérieur à 60 ans est de 19,3 % la même année, alors qu'il est de 25,6 % au niveau départemental.
En 2018, la commune comptait 728 hommes pour 705 femmes, soit un taux de 50,8 % d'hommes, largement supérieur au taux départemental (48,63 %).
Les pyramides des âges de la commune et du département s'établissent comme suit.
| Hommes | Classe d’âge | Femmes |
| ------ | ------------ | ------ |
| 0,1    | 90 ou +      | 0,6    |
| 4,8    | 75-89 ans    | 4,1    |
| 14,4   | 60-74 ans    | 14,6   |
| 25,1   | 45-59 ans    | 24,8   |
| 18,3   | 30-44 ans    | 18,3   |
| 18,5   | 15-29 ans    | 15,0   |
| 18,7   | 0-14 ans     | 22,6   |

| Hommes | Classe d’âge | Femmes |
| ------ | ------------ | ------ |
| 0,9    | 90 ou +      | 2,1    |
| 7      | 75-89 ans    | 9,5    |
| 16,2   | 60-74 ans    | 16,9   |
| 19,4   | 45-59 ans    | 18,7   |
| 18,2   | 30-44 ans    | 17,5   |
| 18,8   | 15-29 ans    | 17,6   |
| 19,5   | 0-14 ans     | 17,6   |

### Sports
La commune possède un club de basket-ball et un club de boule de fort. Elle accueille également deux clubs loisirs de volley-ball et de badminton. Elle est équipée de deux salles multi-sports et d'un court de tennis extérieur.
Il n'y a pas de club de football dans la commune. Le club le plus proche se trouve à 4 km au Lion-d'Angers.

### Enseignement
Grez-Neuville dispose d'une école maternelle et élémentaire publique, La Garenne.

### Labels
Dans les ruelles de la commune on peut apercevoir les différentes maisons faites de pierres apparentes ou de schiste, et sur le quai de Grez, les maisons de Neuville et son église romane. Grez-Neuville compte parmi les villages de charme du département de Maine-et-Loire.
La commune est récompensée par deux fleurs au palmarès 2007 du concours des villes et villages fleuris.
En 2015, la commune est élue « Plus Beau Village du Maine-et-Loire » par les lecteurs du quotidien Le Courrier de l'Ouest.

## Économie
Sur cent-dix établissements présents sur la commune à fin 2010, 31 % relèvent du secteur de l'agriculture (pour une moyenne de 17 % sur le département), 6 % du secteur de l'industrie, 14 % du secteur de la construction, 43 % de celui du commerce et des services et 6 % du secteur de l'administration et de la santé. Cinq ans plus tard, en 2015, sur les 142 établissements présents, 18 % relèvent du secteur de l'agriculture (pour une moyenne de 11 % sur le département), 5 % du secteur de l'industrie, 9 % de celui de la construction, 55 % du secteur du commerce et des services et 13 % de celui de l'administration et de la santé.
On trouve sur son territoire un supermarché Super U situé à 3 km au nord du bourg, sur le lieu-dit de La Grée. Bien qu'il soit sur la commune, il est plus près du Lion-d'Angers et est appelé le centre commercial du Pays Lionnais.

## Lieux et monuments

### À Grez
- Le château de La Grandière (XVe et XVIIIe siècles), Chatelet inscrit à l'inventaire supplémentaire des Monuments historiques ;
- Le château du Port devenu la Mairie de Grez-Neuville en 1953 ;
- Le Château de Bellevue à Grez ;
- La chapelle Saint-Jacques ;
- Le Prieuré et sa tour ;
- Le Vieux Logis rue du Moulin ;
- Le Grand Moulin.

### À Neuville
- Le château de la Violette (XVIIe siècle) ;
- L'ancien presbytère du XVIIIe siècle ;
- Le Grand Logis du XVIIIe siècle ;
- L'église Saint-Martin de Vertou ;
- L'écluse ;
- Le chemin de halage (de Pruillé à Montreuil-sur-Maine).

### Galerie

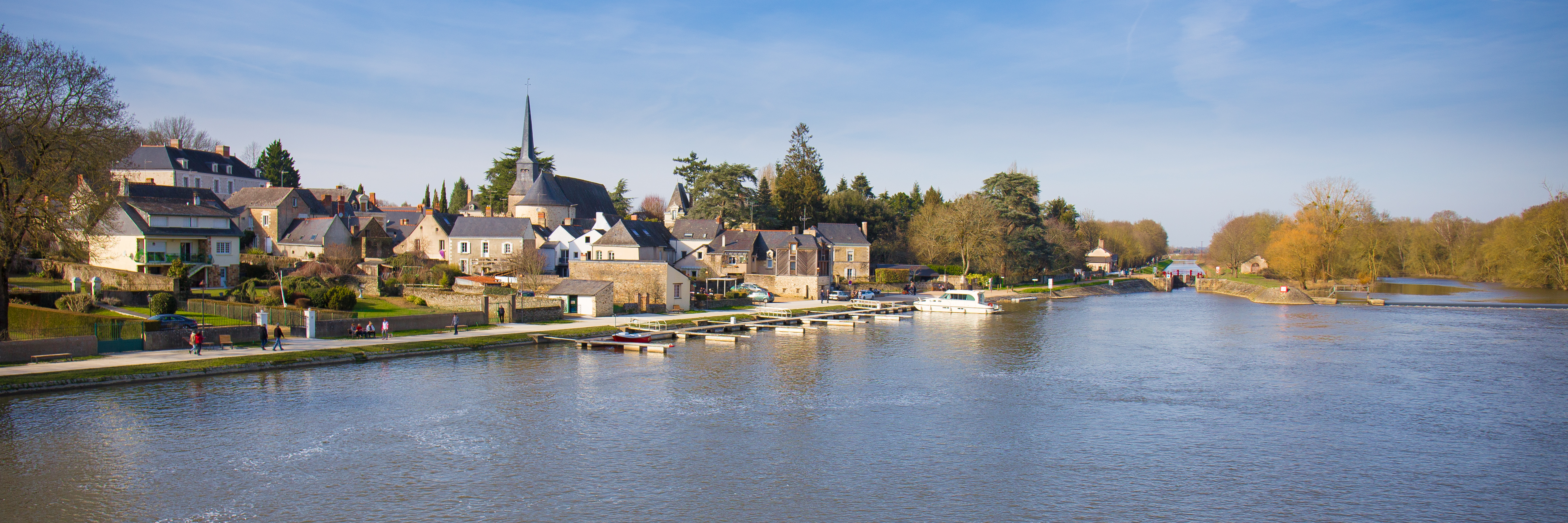
Le Quai de l'Hirondelle et l'écluse à Grez-Neuville.
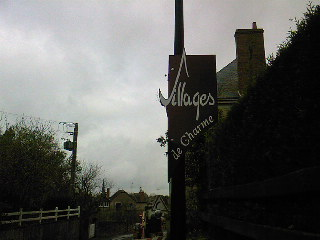
Pancarte Villages de charme à l'entrée de Grez-Neuville.
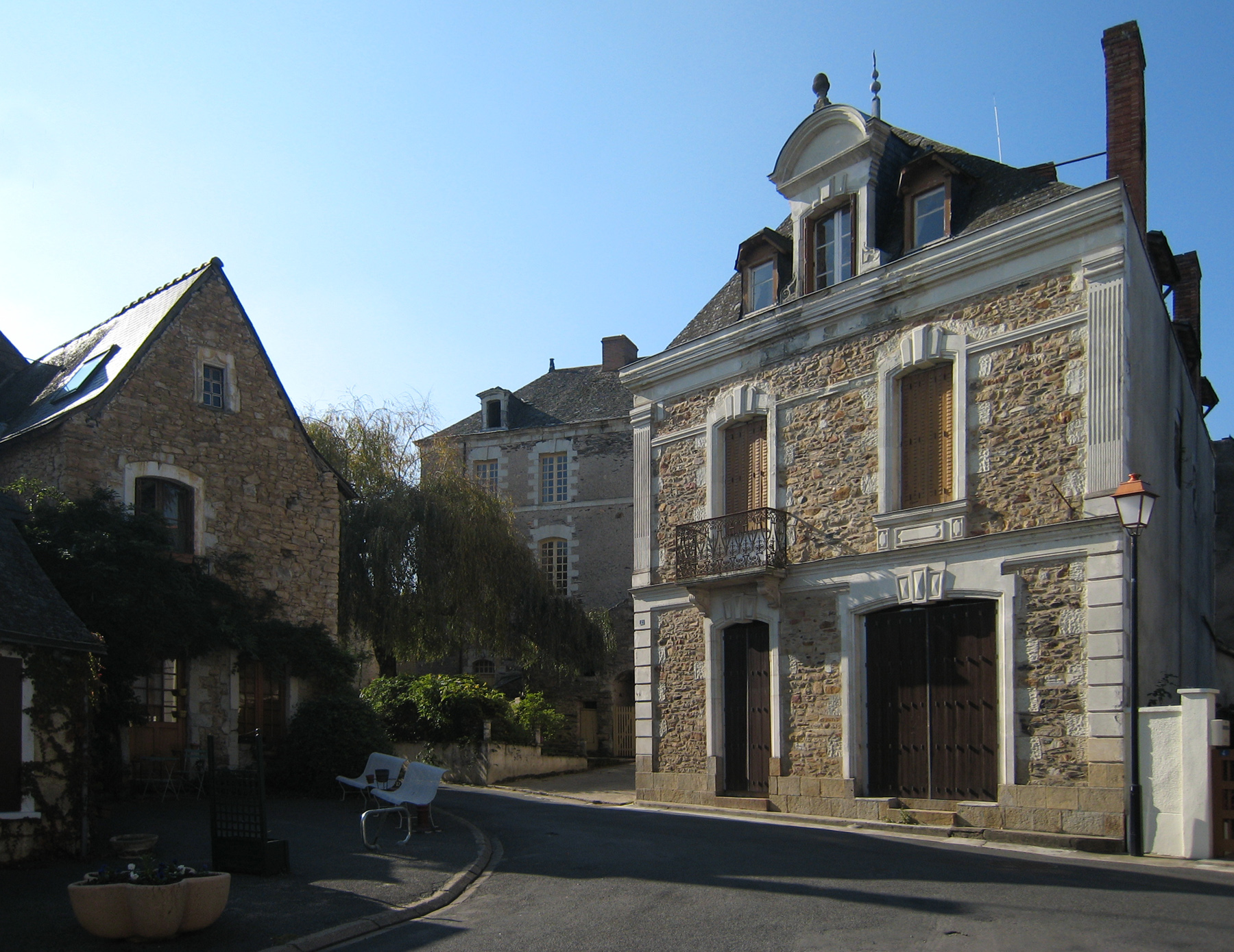
Vieilles maisons de pierre à Neuville.
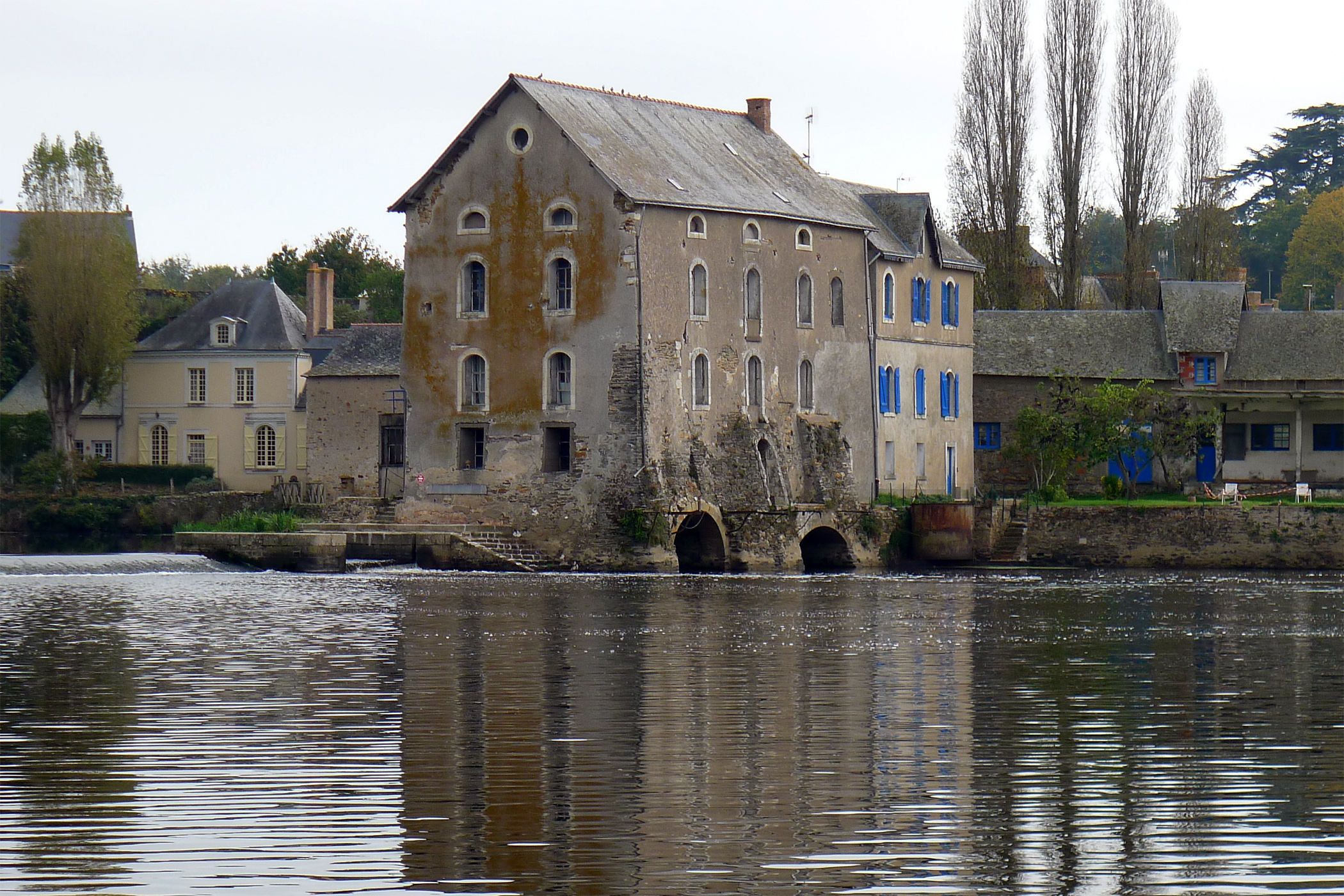
Ancien moulin.
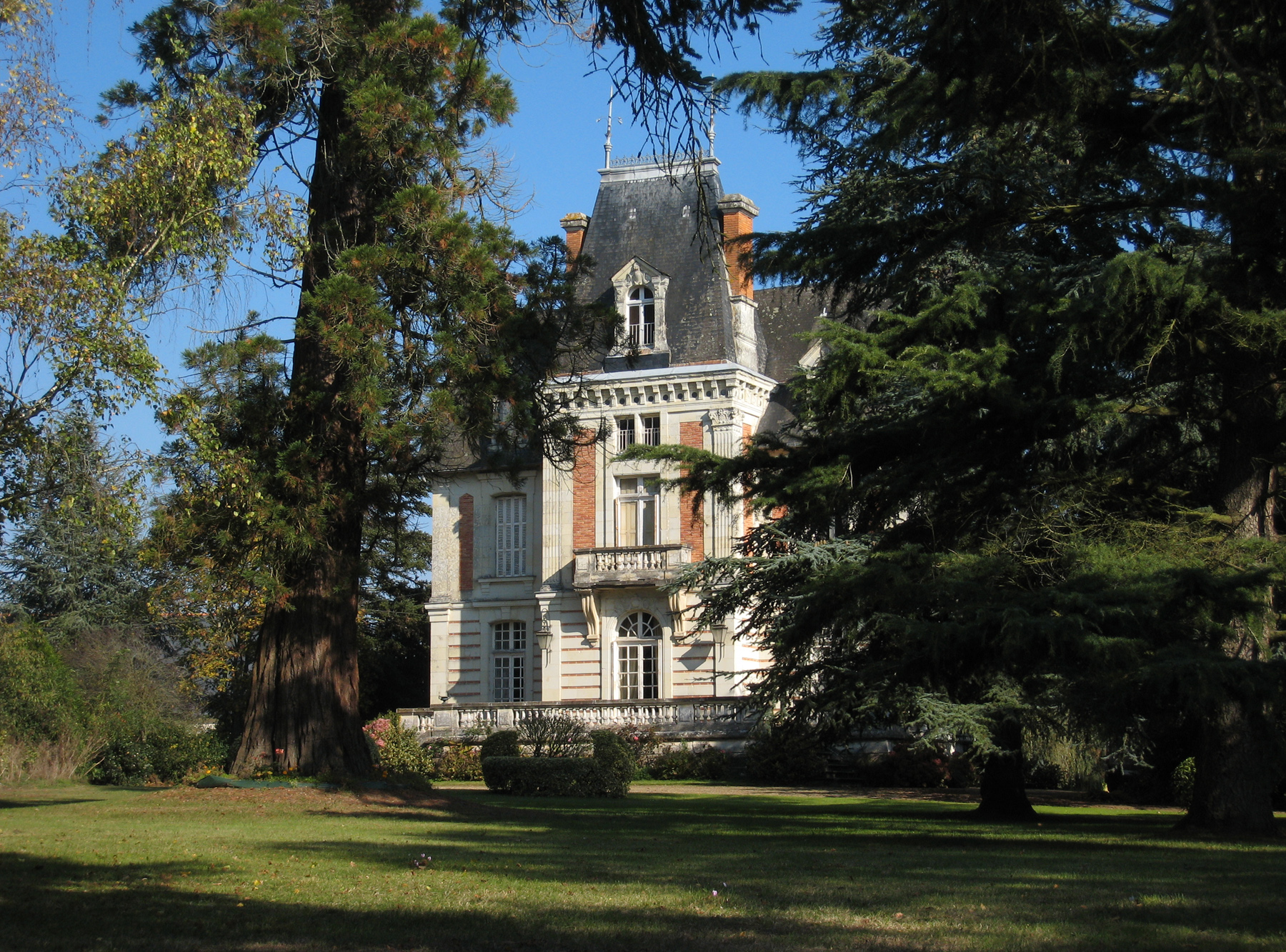
Château de Bellevue à Grez.
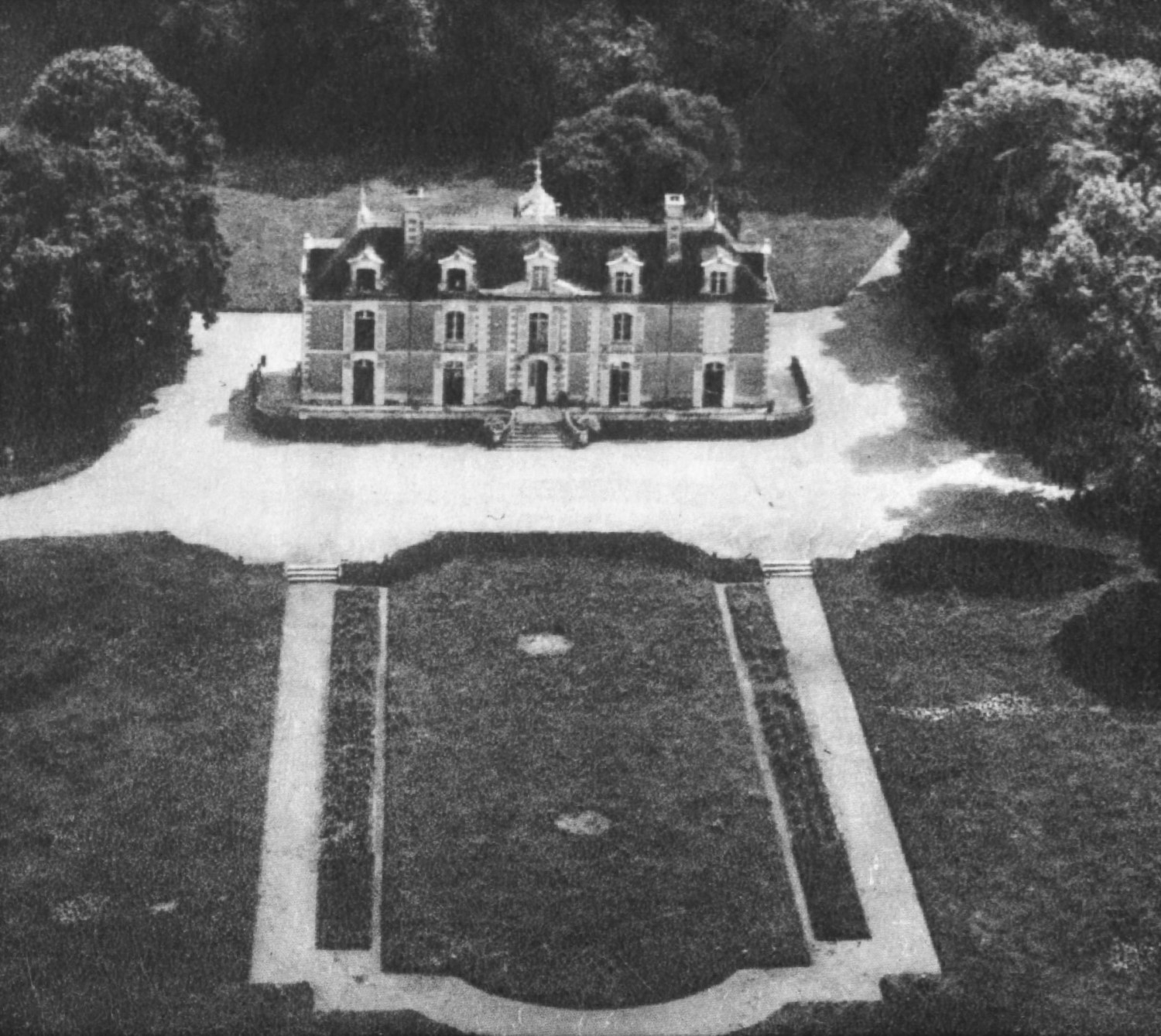
Château de la Violette à Grez-Neuville.

## Personnalités liées à la commune
- Pierre-Étienne Dumesnil du Pineau (1757-1821), maire, émigré et chef chouan.
- René Lemesle (1766-1824), prêtre révolutionnaire[39].
- Gustave Bucher de Chauvigné (1802-1866), homme politique français, maire de Grez-Neuville de 1848 à 1866[40], député de Maine-et-Loire de 1849 à 1851[41].
- Hercule-Gilles de La Grandière (1736-1794), aristocrate et militaire français guillotiné pendant la Révolution Française, né au château de La Grandière à Grez-Neuville.
- Jacques de La Grandière, maire de Grez-Neuville de 1920 à 1960, petit-fils de l'amiral-gouverneur de Cochinchine Pierre-Paul de La Grandière qui pacifia l'Indochine et établit le protectorat français sur le Cambodge (1865)[42].
- Roger de La Grandière, fils du précédent, né au château de La Grandière en octobre 1916, après avoir rallié la France libre en 1941, fut officier d'État-major du général de Gaulle à Londres en 1943 et rejoignit les SAS (Special Air Service) avant d'être parachuté en Bretagne avec le commandant Bourgoin. Il tomba au champ d'honneur en juin 1944 près de Guégon et fut fait Compagnon de la Libération à titre posthume[43],[44].
- Edmond van Daële, acteur décédé à Grez-Neuville (1884-1960).